# The Imperial Gazetteer of India

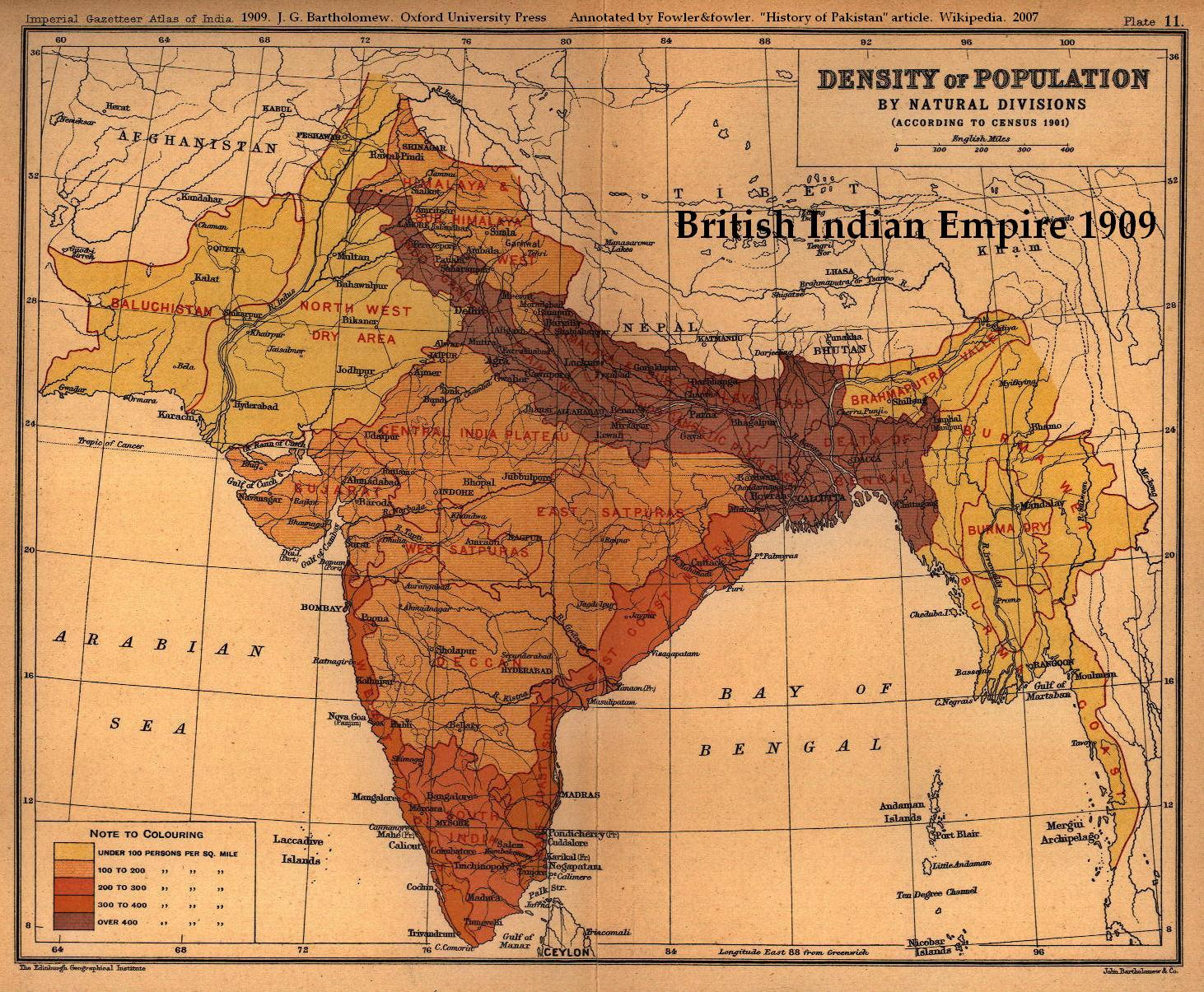
Mapa de la "Densidad de población" de la India en 1909. The Imperial Gazetteer of India.

The Imperial Gazetteer of India (en español: Gaceta Imperial de la India) es una obra histórica de referencia sobre la India publicada por primera vez en 1881.
Sir William Wilson Hunter hizo los planes originales para el libro a partir de 1869. [1] La primera edición se publicó en 1881 en 9 volúmenes, la segunda apareció entre 1885 y 1887 aumentada a 14 volúmenes. Las "Nuevas ediciones" de 1908, 1909 y 1931 están formadas por 4 volúmenes enciclopédicos que tratan sobre la geografía, historia, economía y la administración de la India, 20 volúmenes alfabéticos, un índice y un atlas. El libro está parcialmente disponible en Internet en Digital South Asia Library.

## Autores
- Meyer, William Stevenson, 1860-1922.
- Burn, Richard, 1871-1947.
- Cotton, James Sutherland, 1847-1918.
- Risley, Herbert Hope, 1851-1911.